# Újezd (okres Znojmo)
Obec Újezd (německy Aujezd) se nachází v okrese Znojmo v Jihomoravském kraji. Žije zde 88 obyvatel.
Sousedními obcemi sídla jsou Biskupice-Pulkov, Běhařovice, Tavíkovice, Slatina, Litovany a Přešovice.

## Historie
První písemná zmínka o obci pochází z roku 1320.
Dne 25. dubna 2018 bylo schváleno usnesením výboru pro vědu, vzdělání, kulturu, mládež a tělovýchovu udělení znaku a vlajky obce.

## Pamětihodnosti
- Historické jádro vesnice
- Secesní zámeček (vila), bývalý panský dvůr
- Bývalá hornická kolonie Františkov
- Kaplička na návsi
- Kaplička sv. Jana Nepomuckého u statku směrem k Běhařovicím

## Galerie

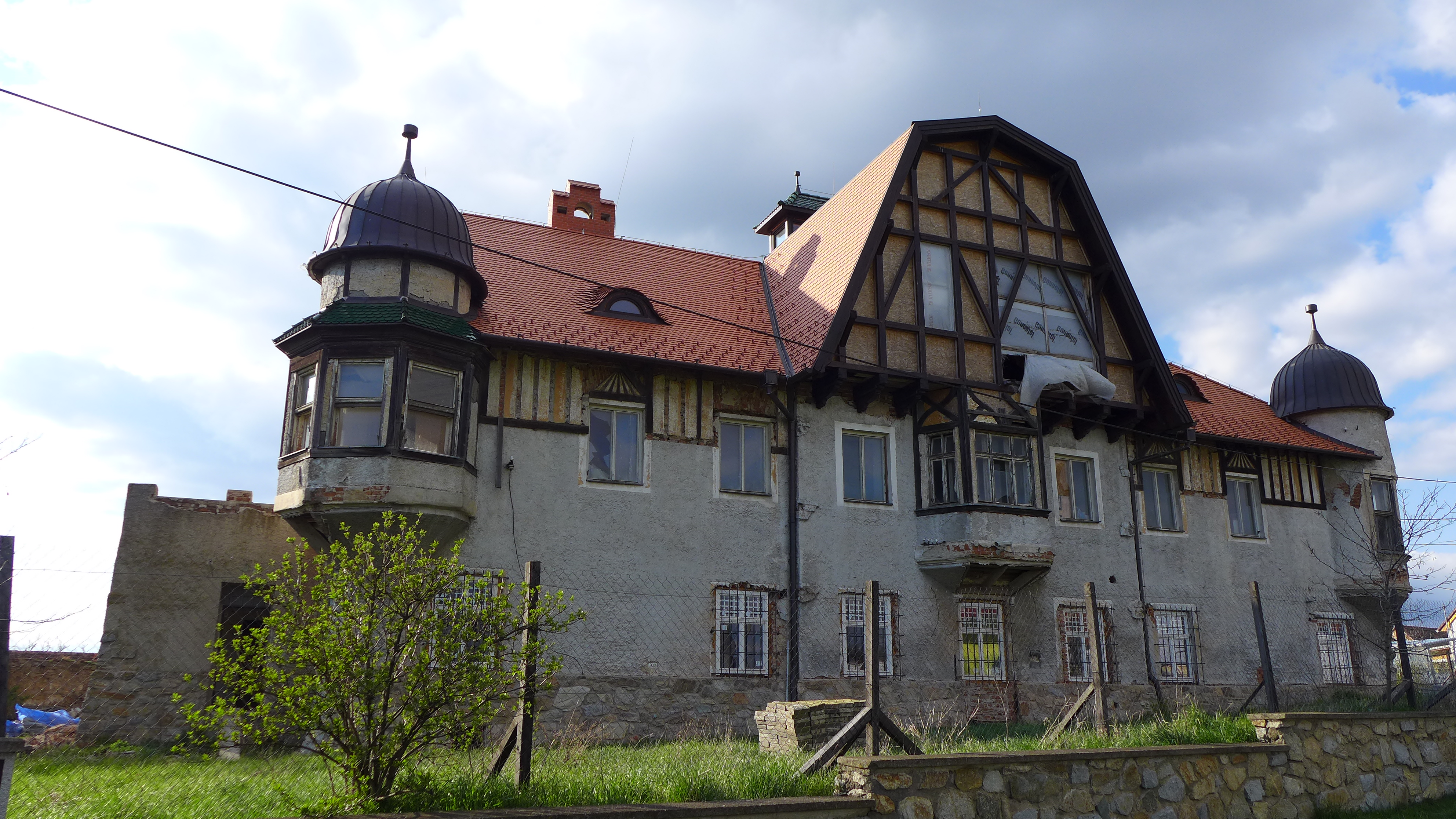
Č. p. 1
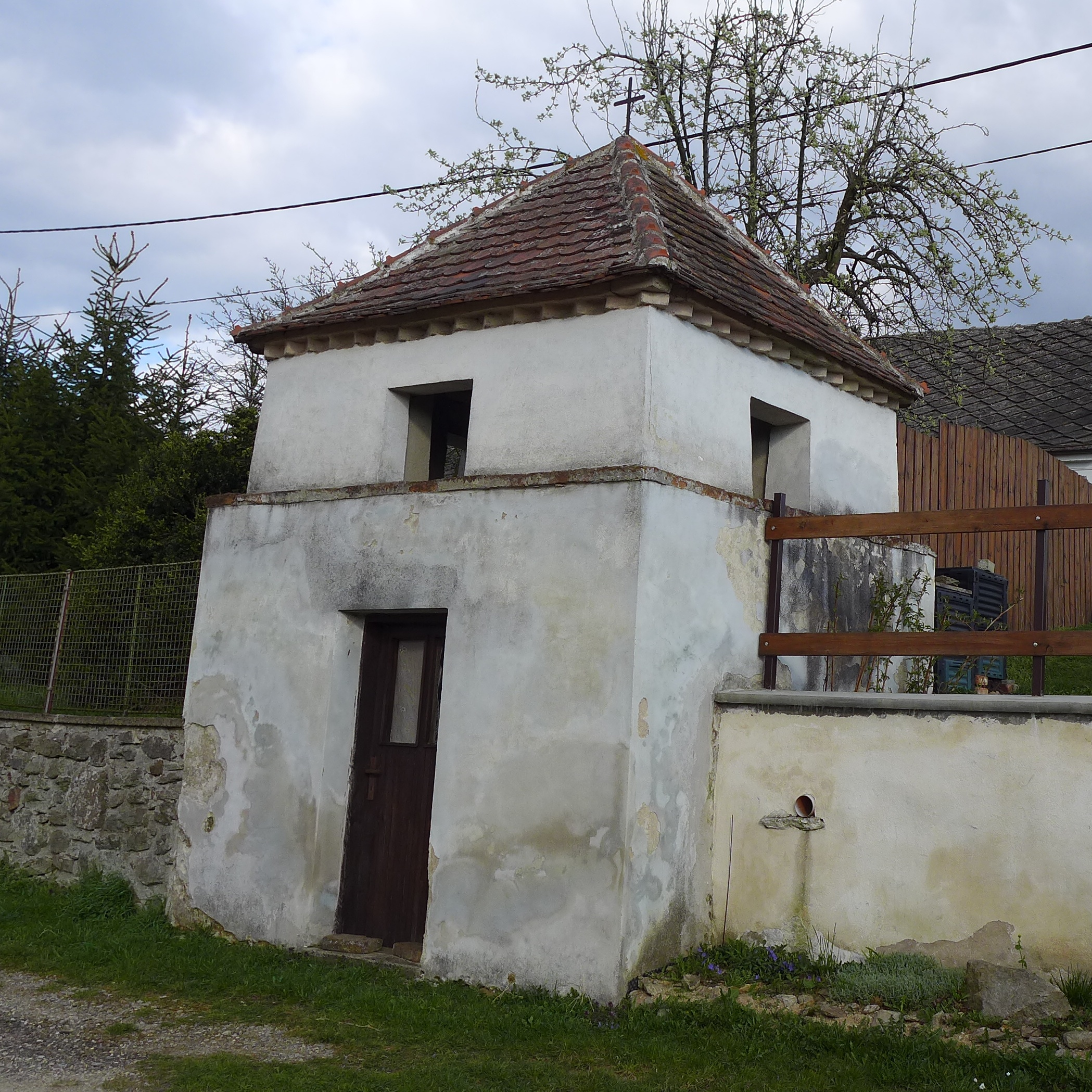
Kaplička
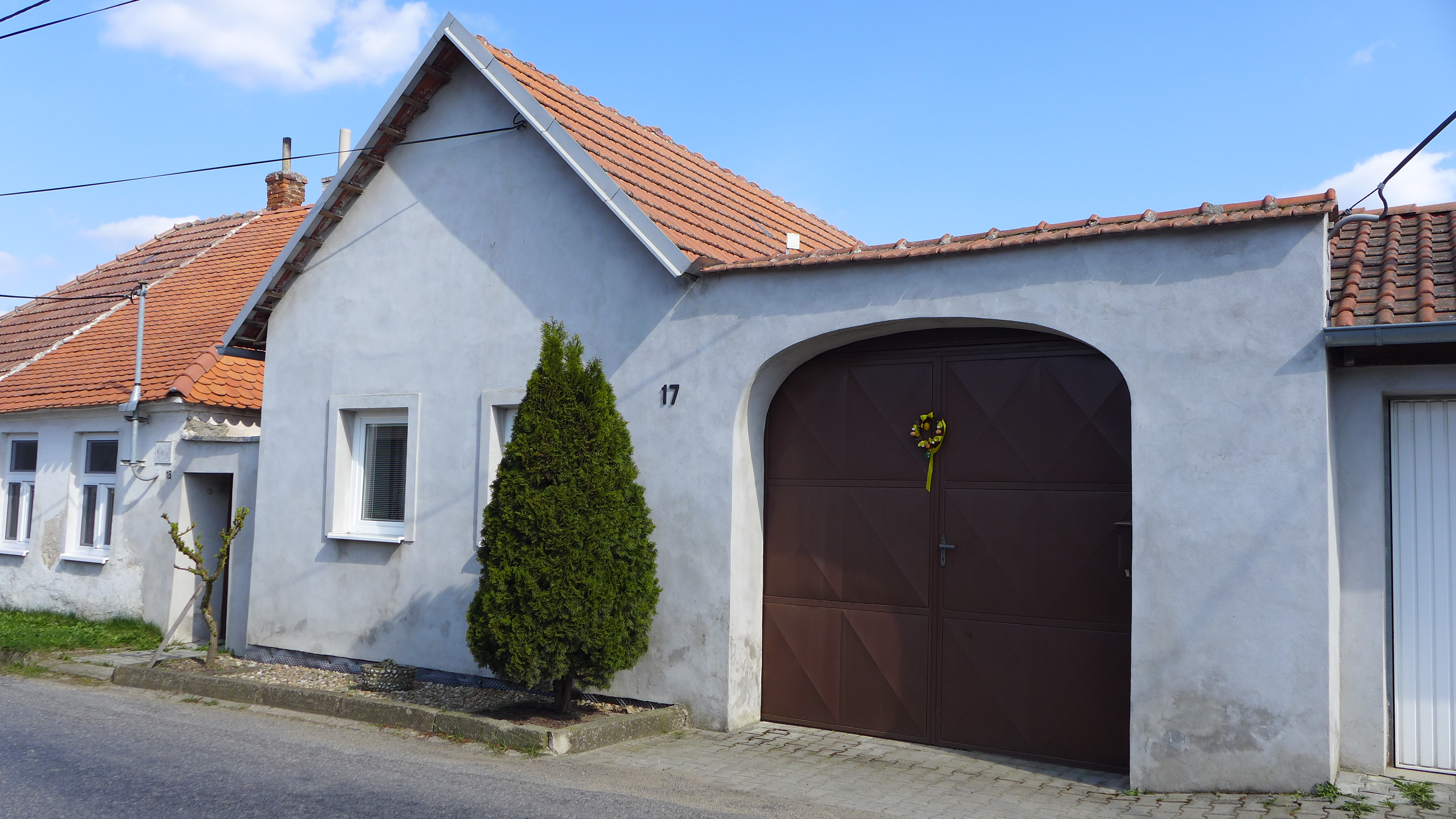
Č. p. 17
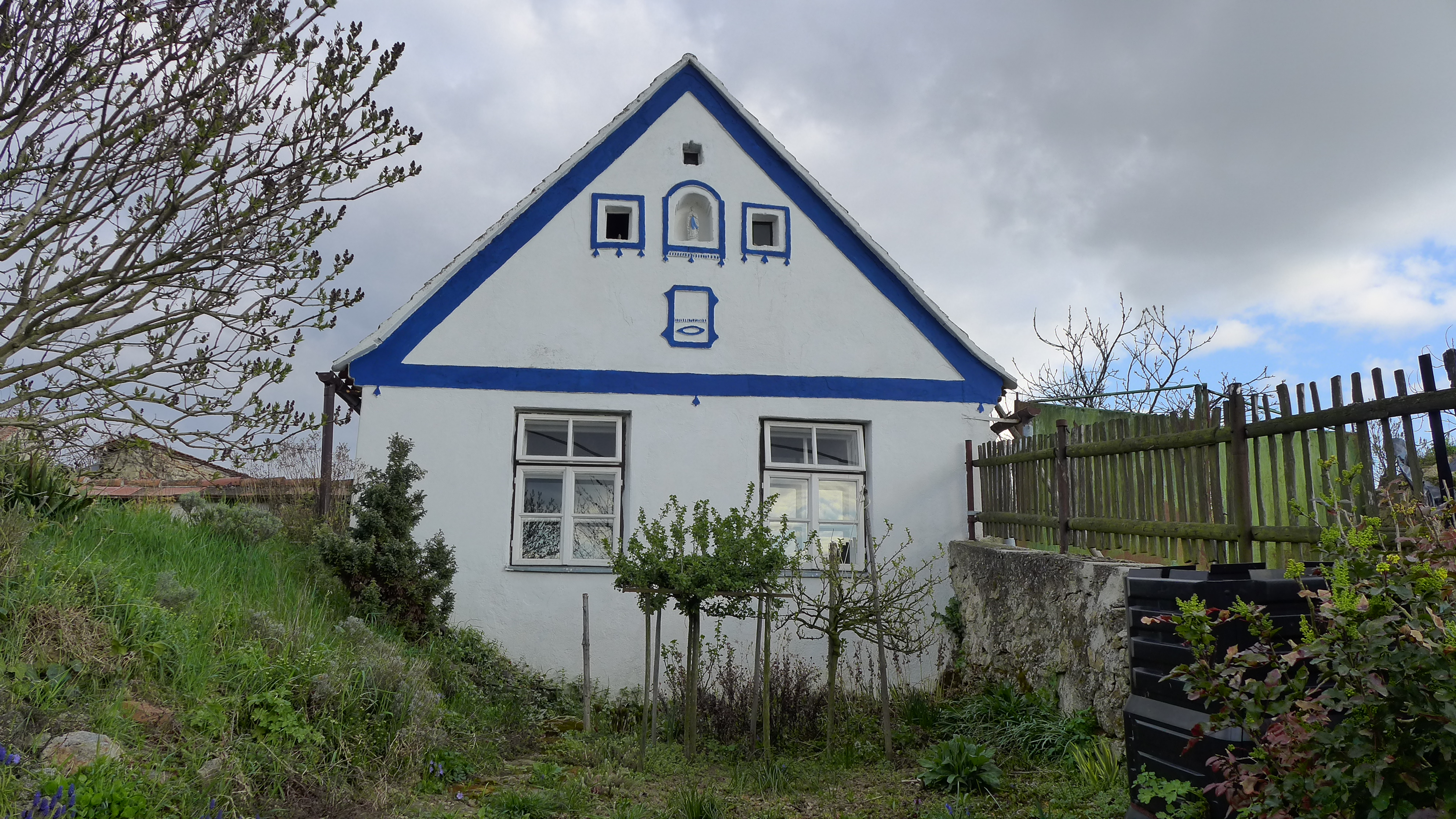
Č. p. 46